# 普加乔夫斯基农村居民点
普加乔夫斯基农村居民点（俄语：Пугачёвское сельское поселение）是俄罗斯联邦沃罗涅日州安纳区所属的一个农村居民点。其下辖有3个居民点，行政中心为普加乔夫斯基农场。据2016年统计，该农村居民点的人口为761人。